# Pou del carrer de Bragança
El pou del carrer de Bragança, o pou de la Clota, és un pou tradicional d'aigua situat al barri de la Clota de Barcelona, construït a finals del segle xix o principis del XX. Està inclòs a l'inventari de Petits paisatges de Barcelona.

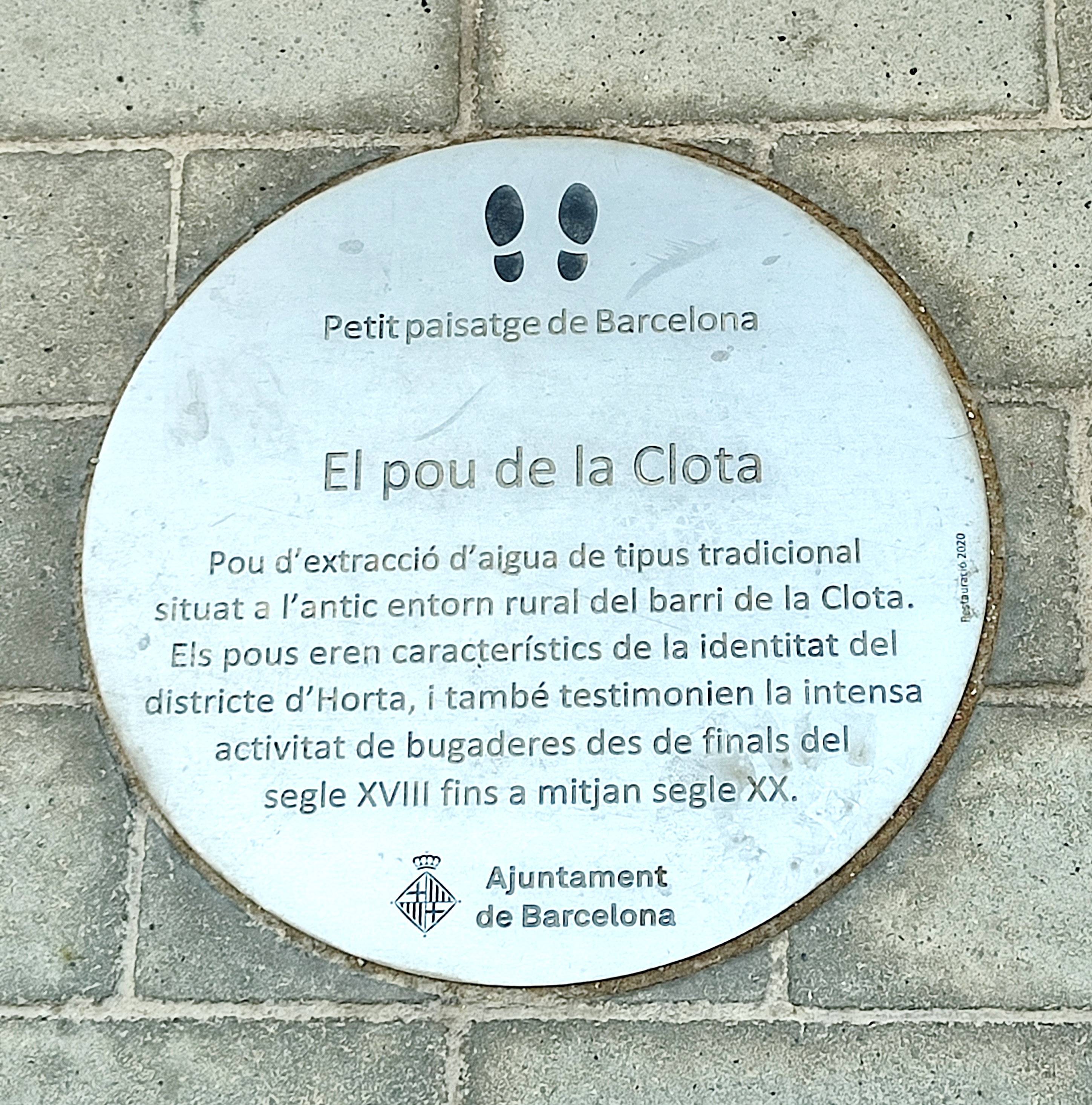
Placa de Petit paisatge de Barcelona

El pou pertanyia a la masia Ca l'Oriol, ja desapareguda, que va cedir part dels seus terrenys per a l'obertura del carrer de Bragança. Per aquest motiu és l'únic pou del barri de la Clota situat en terreny públic. El pou havia estat embolcallat per un tancament que ocupava un volum desproporcionat respecte el petit carrer on s'ubica. L'Institut Municipal del Paisatge Urbà el va restaurar el 2021, eliminant l'embolcall i preservant l'aspecte original, considerant els valors patrimonials i paisatgístics del pou.
El pou té una profunditat de 8 metres, amb l'estructura interna de pedra a modus de carreus. El brocal és de maó ceràmic, així com els dos pilars de 2 metres, amb una biga de fusta que subjecta la corriola. S'ha inclòs una portella amb pany per protegir l'ull del pou d'actuacions vandàliques.
Al costat del pou hi ha les restes d'un safareig, actualment enterrades.